# Agia Marina (Lygourio)

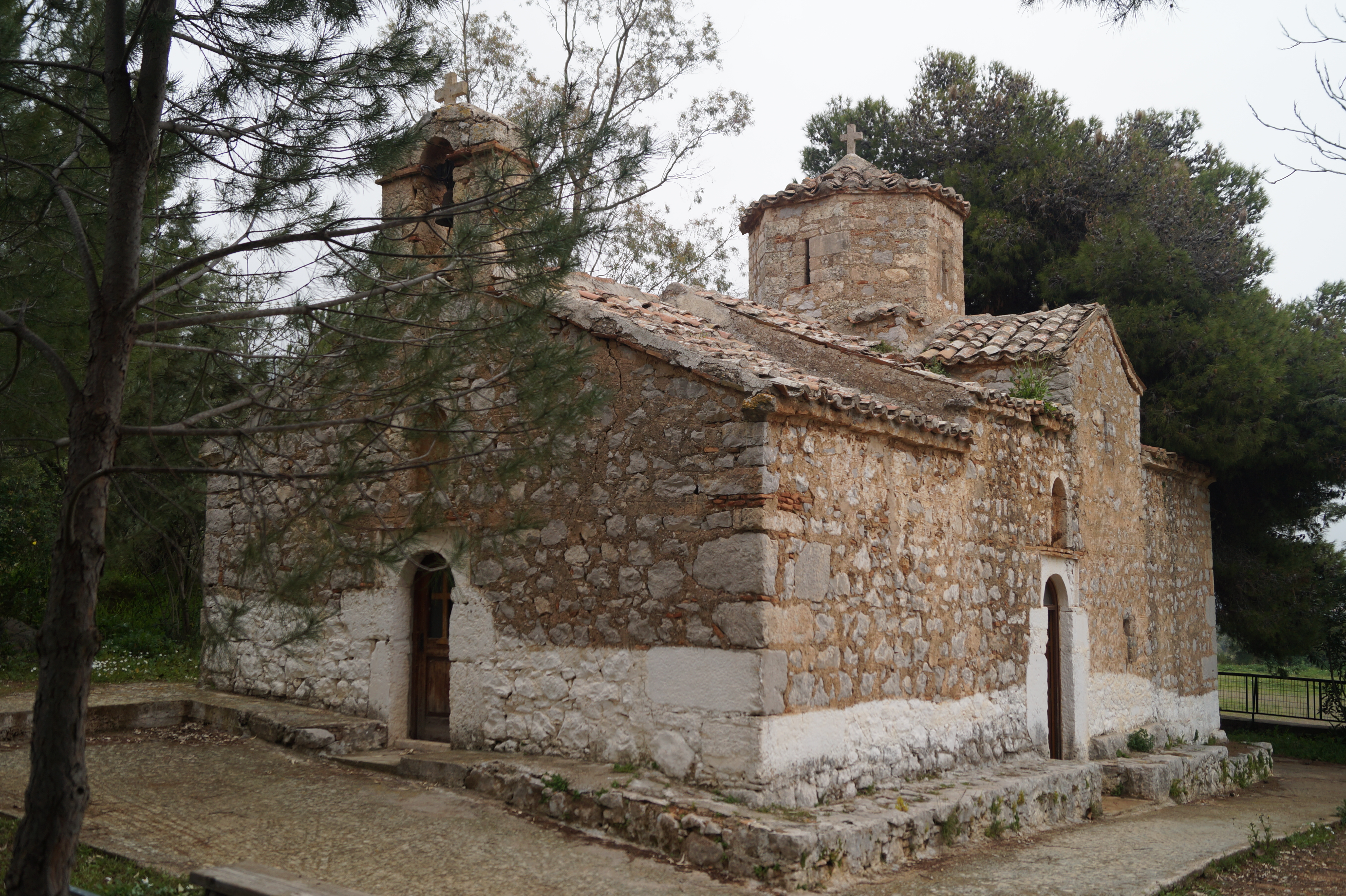
Kirche Agia Marina bei Lygourio

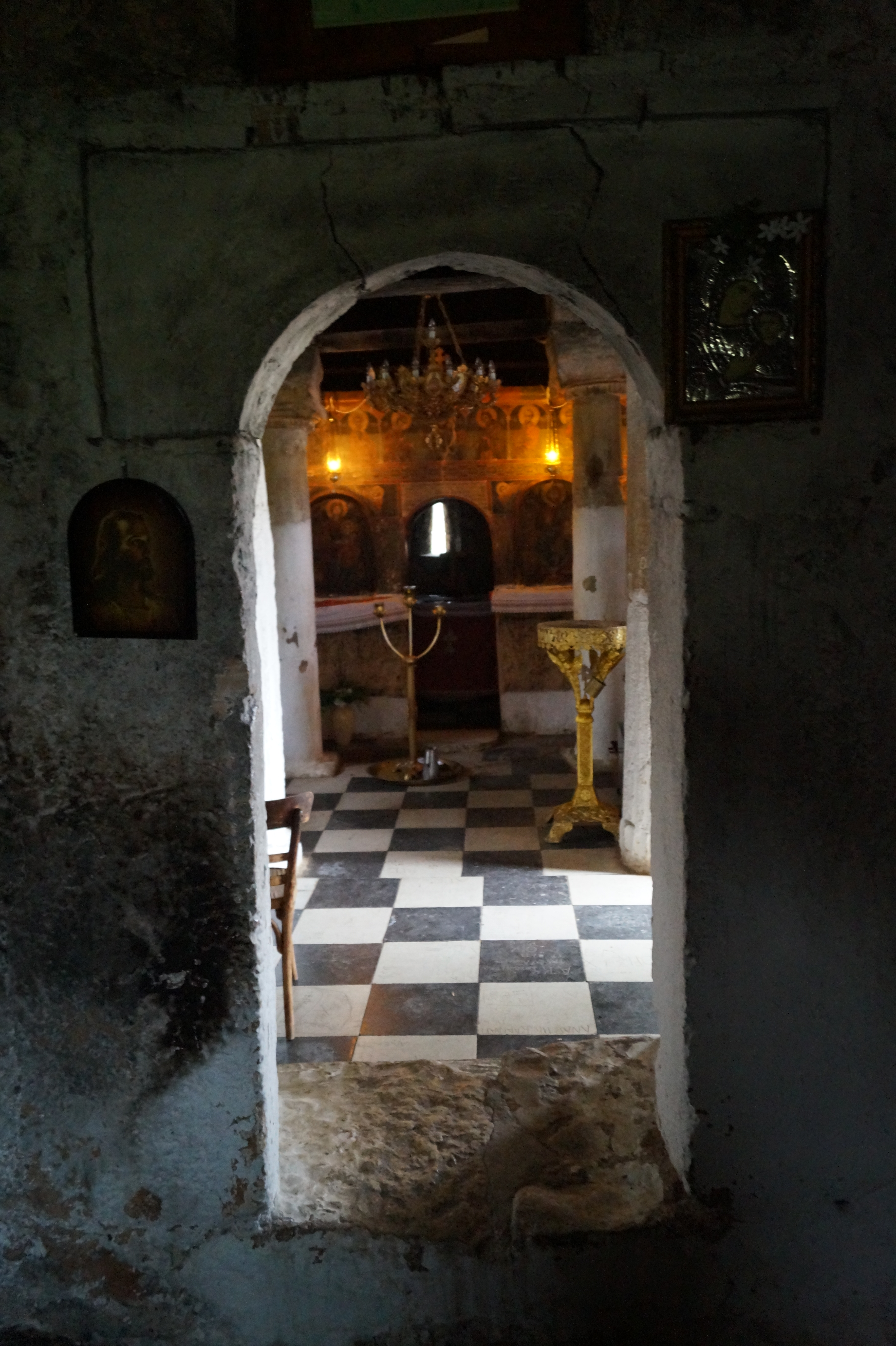
Blick vom Narthex in Richtung der Ikonostase

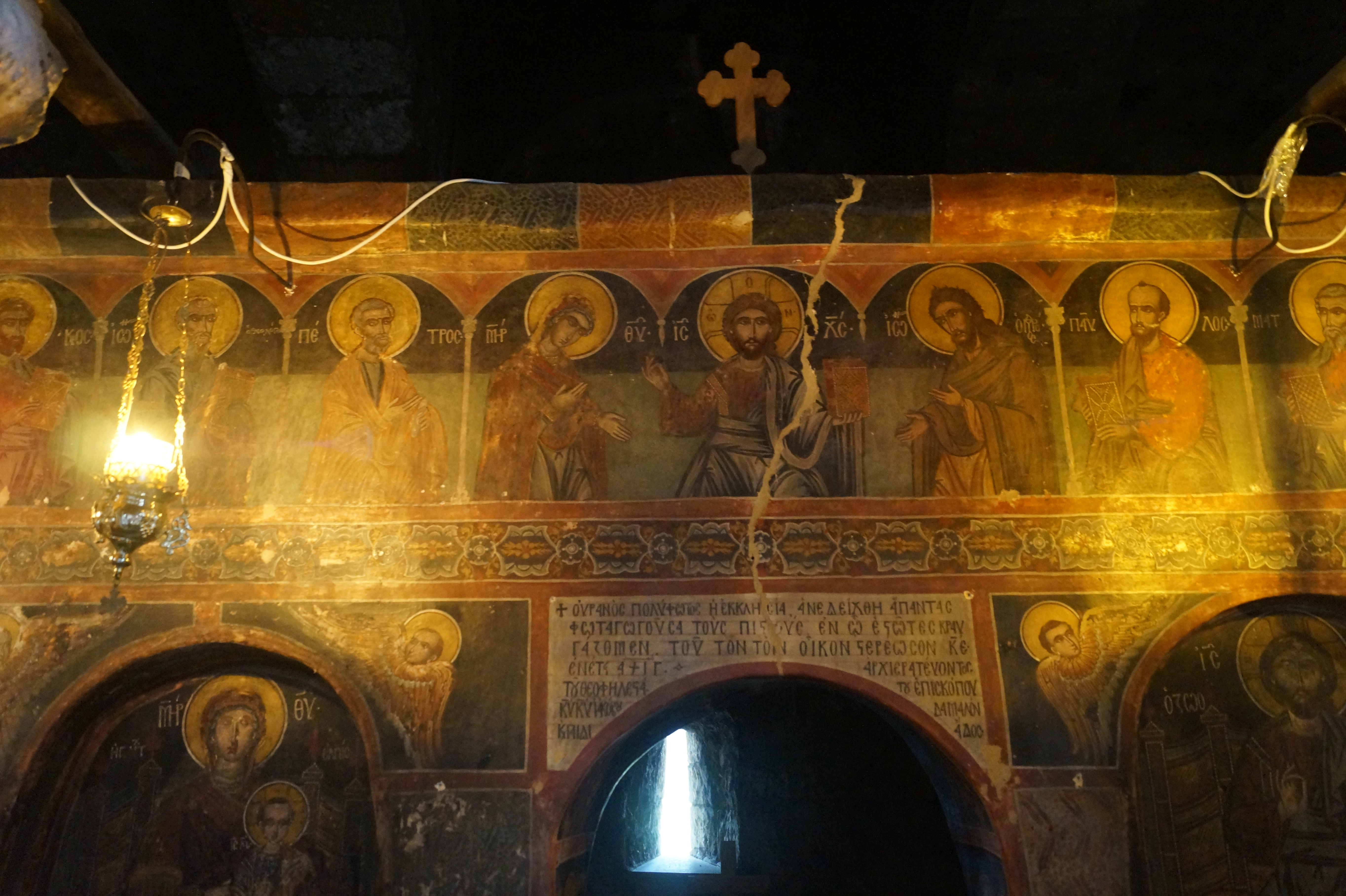
Inschrift über dem mittleren Durchgang der Ikonostase

Agia Marina (griechisch Αγία Μαρίνα) ist eine nachbyzantinische Kreuzkuppelkirche aus der zweiten venezianischen Herrschaft bei dem griechischen Ort Lygourio auf dem Peloponnes. Die Kirche ist der heiligen Margareta von Antiochia geweiht. Sie steht auf einem künstlich angelegten und im Süden und Osten mit großen Steinen abgestützten Anhöhe am Fuße des Arachneo-Gebirges etwa 220 m westlich der Pyramide von Ligourio und etwa 500 m nordwestlich von Lygourio. Sie soll an der Stelle, an der in der Antike ein Athene-Tempel stand, errichtet worden sein. Möglicherweise handelt es sich bei diesem Tempel um den von Pausanias erwähnten Athene-Tempel von Lessa.

## Beschreibung
Die Kirche weist starke Ähnlichkeiten mit der 2 Jahre zuvor errichteten Kirche Kimisis tis Theotokou in Lygourio auf. Die einschiffige Kirche hat eine Gesamtlänge von etwa 13 m und eine Breite von etwa 7 m. Am westlichen Ende auf dem Dachfirst gibt es einen kleinen Glockenturm. Er besteht aus einem Bogen, in dem eine Glocke angebracht ist. Im Westen ist der Kirche ein Narthex mit einer Länge von etwa 3,50 m vorgelagert. Das Dach des Narthex ist etwa 0,20 m niedriger angesetzt als das des Hauptgebäudes. Etwa in der Mitte des Hauptgebäudes befindet sich das Querschiff über dem sich eine achteckige Kuppel mit einem Durchmesser von etwa 3 m erhebt. Die Apsis im Osten hat eine polygone Form und ist etwa 1,00 m tief. Über der Apsis gibt es zur Beleuchtung des Chors einen runden Okulus. 
Es gibt zwei Eingänge: einer im Süden in der Mitte der Südwand und im Westen. Über beiden Eingängen gibt es jeweils eine Nische, in denen gewöhnlich Fresken angebracht wurden. Durch den Eingang im Süden gelangt man direkt in den Naos, während man durch die Tür im Westen zunächst den Narthex betritt. Durch einen offenen Durchgang gelangt man in den etwa 0,20 m höher gelegenen Naos.
Die Kuppel wird von vier antiken Marmorsäulen getragen. Drei Säulen sind glatt und haben ein Ionisches Kapitell und die vierte ist kanneliert und trägt ein eckiges Kapitell. Eine Inschrift auf der südwestlichen Säule berichtet, dass die Kirche 1703 erbaut wurde. Der Chor ist durch eine gemauerte Ikonostase vom Naos getrennt. Über dem mittleren der drei Durchgänge der Ikonostase gibt es eine weitere Inschrift. Sie besagt, dass im Jahre 1713 unter Iakovos, dem Bischof von Damala und Pediada, mit dem Anbringen der Fresken begonnen wurde. Eine dritte Inschrift auf der Nordwand datiert dies auf den 6. Dezember 1713. Vermutlich weil die Osmanen 1715 den Peloponnes eroberten, stellte man die Arbeit ein und so blieb ein Teil der Wände undekoriert.
Auf der Ikonostase sind von links nach rechts Agia Marina, Maria mit dem Jesuskind, Christus Pantokrator und Johannes der Täufer und darüber die zwölf Apostel abgebildet. An der Nordwand ist ein Erzengel und daneben Agios Georgios und gegenüber Agios Nikolaos und ein weiterer Heiliger dessen Name nicht erhalten ist. Rechts daneben sieht man Agios Demetrios und Agios Stylianos. Im Bogen des mittleren Durchgangs der Ikonostase sind links Osia Maria und rechts Osios Zosimos dargestellt. Die von einem unbekannten Künstler geschaffene Malerei zeichnet sich durch helle Gesichtsfarbe und freundliche Gesichtszüge aus.